# (2186) Keldysh
(2186) Keldysh (1973 SQ4; 1929 TX; 1966 DD; 1975 EJ2) ist ein Asteroid des mittleren Hauptgürtels, der von der russischen Astronomin Ljudmila Iwanowna Tschernych am 27. September 1973 am Krim-Observatorium bei Nautschnyj auf der Halbinsel Krim (IAU-Code 095) entdeckt wurde.

## Benennung
(2186) Keldysh wurde nach dem sowjetischen Wissenschaftler und Mathematiker Mstislaw Wsewolodowitsch Keldysch (1911–1978) benannt, der wichtige wissenschaftliche Beiträge zu Aerodynamik und Raumfahrt leistete und von 1961 bis 1975 Präsident der Russischen Akademie der Wissenschaften war.